# Campionato italiano di salto con gli sci
Il Campionato italiano di salto con gli sci è una competizione del campionato italiano di sci nordico che si svolge annualmente tra le società sportive e i corpi di forze armate italiane associate alla Federazione italiana sport invernali. La prima edizione ufficiale maschile si svolse nel 1909, mentre quello femminile nel 2004.

## Competizioni
Il campionato assegna più titoli durante tutto il periodo invernale nelle diverse specialità di salto con gli sci, le specialità differiscono tra di loro per le dimensioni diverse del trampolino:
- NH ovvero abbreviazione del termine inglese Normal Hill, trampolino normale, cioè di dimensioni comprese tra K75 e K99 (oppure HS85 - HS109). Questa competizione nel campionato italiano esiste dalla prima edizione (1909) per la gara maschile, e dal 2004 per il campionato femminile.
- LH ovvero abbreviazione del termine inglese Large Hill, trampolino grande, cioè di dimensioni comprese tra K100 e K169 (oppure HS110 - HS184). Questa competizione nel campionato italiano esiste dal 2005 ed è riservata agli uomini.

## Trampolino normale maschile
| Anno | Luogo         | Oro                                  | Argento                    | Bronzo                   |
| ---- | ------------- | ------------------------------------ | -------------------------- | ------------------------ |
| 1909 | Bardonecchia  | Paolo Kind                           | Mario Corti                | Filippo Corti            |
| 1910 | Bardonecchia  | Mario Corti                          | Pierluigi Casali Rocca     |                          |
| 1911 | cancellato    | cancellato                           | cancellato                 | cancellato               |
| 1912 | cancellato    | cancellato                           | cancellato                 | cancellato               |
| 1913 | cancellato    | cancellato                           | cancellato                 | cancellato               |
| 1914 | -             | Domenico Sandrini                    | Giovanni Rossi             | Battista Donati          |
| 1915 | -             | Luigi Canali                         | Dionisio Matli             | Nino Castelli            |
| 1916 | cancellato    | cancellato                           | cancellato                 | cancellato               |
| 1917 | cancellato    | cancellato                           | cancellato                 | cancellato               |
| 1918 | cancellato    | cancellato                           | cancellato                 | cancellato               |
| 1919 | cancellato    | cancellato                           | cancellato                 | cancellato               |
| 1920 | -             | Nino Castelli                        | Gianfranco Casati Brioschi | Momolo Camagni           |
| 1921 | cancellato    | cancellato                           | cancellato                 | cancellato               |
| 1922 | -             | Vittorio Collino                     | Mario Cavalla              | Giuseppe Ferrera         |
| 1923 | -             | Sisto Demenego                       | Vittorio Collino           | Giuseppe Ferrera         |
| 1924 | -             | Luigi Faure                          | Beniamino Gally            | Zaverio Antonietti       |
| 1925 | -             | Luigi Faure                          | Ernesto Zardini            | Armando Lacedelli        |
| 1926 | -             | Luigi Faure                          |                            |                          |
| 1927 | -             | Domenico Patterlini                  | Luigi Faure                | Ernesto Zardini          |
| 1928 | -             | Luigi Bernasconi                     | Vitale Venzi               | Luciano Zampatti         |
| 1929 | -             | Vitale Venzi                         | Alessandro Masoero         | Gigi Soffietti           |
| 1930 | -             | Vitale Venzi                         | Bruno Caneva               | Tino Ambrosetti          |
| 1931 | -             | Ingenuino Dallago                    | Mario Bonomo               | Enrico Moiso             |
| 1932 | -             | Bruno Caneva                         | Antonio Rodeghiero         | Mario Bonomo             |
| 1933 | -             | Vitale Venzi                         | Mario Bonomo               | Guglielmo Holzner        |
| 1934 | -             | Mario Bonomo                         | Luciano Zampatti           | Mario Moizo              |
| 1935 | -             | Bruno Caneva                         | Gualtiero Schmid           | Gino Rigoni              |
| 1936 | -             | Bruno Da Col                         | Mario Bonomo               | Riccardo Rodeghiero      |
| 1937 | -             | Roberto Lacedelli Delfo Ramella Paia | -                          | Giovanni Battista Caneva |
| 1938 | -             | Riccardo Rodeghiero                  | Mario Bonomo               | Roberto Lacedelli        |
| 1939 | -             | Bruno Da Col                         | Riccardo Rodeghiero        | Delfo Ramella Paia       |
| 1940 | -             | Delfo Ramella Paia                   | Riccardo Rodeghiero        | Roberto Lacedelli        |
| 1941 | -             | Mario Bonomo                         | Edoardo Nicolaucich        | Emilio Cimberle          |
| 1942 | -             | Bruno Da Col                         | Augusto Frigo              | Carletto Alverà          |
| 1943 | -             | Giuseppe Armand                      | Roberto Lacedelli          | Bruno Da Col             |
| 1944 | cancellato    | cancellato                           | cancellato                 | cancellato               |
| 1945 | cancellato    | cancellato                           | cancellato                 | cancellato               |
| 1946 | -             | Giuseppe Muraro                      | Edy Bibbia                 | Carlo De Lorenzi         |
| 1947 | -             | Bruno Da Col                         | Aldo Trivella              | Carlo De Lorenzi         |
| 1948 | -             | Piero Pennacchio                     | Aldo Trivella              | Igino Rizzi              |
| 1949 | -             | Carlo De Lorenzi                     | Aldo Trivella              | Bruno Da Col             |
| 1950 | -             | Carlo De Lorenzi                     | Bertilio Caneva            | Aldo Trivella            |
| 1951 | -             | Bertilio Caneva                      | Aldo Trivella              | Igino Rizzi              |
| 1952 | -             | Igino Rizzi                          | Aldo Trivella              | Silvano Silvagno         |
| 1953 | -             | Aldo Trivella                        | Luigi Pennacchio           | Pietro Pertile           |
| 1954 | -             | Aldo Trivella                        | Luigi Pennacchio           | Pietro Pertile           |
| 1955 | -             | Aldo Trivella                        | Enzo Perin                 | Igino Rizzi              |
| 1956 | -             | Tito Tolin                           | Enzo Perin                 | Nilo Zandanel            |
| 1957 | -             | Enzo Perin                           | Nilo Zandanel              | Pietro Pertile           |
| 1958 | -             | Luigi Pennacchio                     | Nilo Zandanel              | Dino De Zordo            |
| 1959 | -             | Nilo Zandanel                        | Luigi Pennacchio           | Enzo Perin               |
| 1960 | -             | Nilo Zandanel                        | Dino De Zordo              | Luigi Pennacchio         |
| 1961 | -             | Dino De Zordo                        | Nilo Zandanel              | Bruno De Zordo           |
| 1962 | -             | Bruno De Zordo                       | Dino De Zordo              | Giacomo Aimoni           |
| 1963 | -             | Bruno De Zordo                       | Agostino De Zordo          | Luigi Pennacchio         |
| 1964 | -             | Giacomo Aimoni                       | Nilo Zandanel              | Dino De Zordo            |
| 1965 | -             | Nilo Zandanel                        | Mario Cecon                | Bruno De Zordo           |
| 1966 | -             | Mario Cecon                          | Nilo Zandanel              | Bruno De Zordo           |
| 1967 | -             | Nilo Zandenel                        | Agostino De Zordo          | Dino De Zordo            |
| 1968 | -             | Ezio Damolin                         | Mario Cecon                | Agostino De Zordo        |
| 1969 | -             | Albino Bazzana                       | Mario Cecon                | Ezio Damolin             |
| 1970 | -             | Giacomo Aimoni                       | Albino Bazzana             | Mario Cecon              |
| 1971 | -             | Mario Cecon                          | Ezio Damolin               | Albino Bazzana           |
| 1972 | -             | Mario Cecon                          | Albino Bazzana             | Ezio Damolin             |
| 1973 | -             | Mario Cecon                          | Albino Bazzana             | Leonardo De Crignis      |
| 1974 | -             | Ezio Damolin                         | Albino Bazzana             | Lido Tomasi              |
| 1975 | -             | Francesco Giacomelli                 | Sandro Dalle Ave           | Lido Tomasi              |
| 1976 | -             | Marcello Bazzana                     | Ermes De Crignis           | Lido Tomasi              |
| 1977 | -             | Lido Tomasi                          | Ivano Wegher               | Francesco Giacomelli     |
| 1978 | -             | Lido Tomasi                          | Leonardo De Crignis        | Massimo Rigoni           |
| 1979 | -             | Lido Tomasi                          | Francesco Giacomelli       | Ivano Wegher             |
| 1980 | -             | Lido Tomasi                          | Massimo Rigoni             | Loris Stella             |
| 1981 | -             | Lido Tomasi                          | Massimo Rigoni             | Ivano Wegher             |
| 1982 | -             | Massimo Rigoni                       | Lido Tomasi                | Ivano Wegher             |
| 1983 | -             | Lido Tomasi                          | Antonio Lacedelli          | Massimo Rigoni           |
| 1984 | -             | Lido Tomasi                          | Sandro Sambugaro           | Paolo Rigoni             |
| 1985 | -             | Lido Tomasi                          | Massimo Rigoni             | Carlo Pinzani            |
| 1986 | -             | Antonio Lacedelli                    | Massimo Rigoni             | Lido Tomasi              |
| 1987 | -             | Sandro Sambugaro                     | Virginio Lunardi           | Antonio Lacedelli        |
| 1988 | -             | Roberto Cecon                        | Carlo Pinzani              | Virginio Lunardi         |
| 1989 | cancellato    | cancellato                           | cancellato                 | cancellato               |
| 1990 | -             | Virginio Lunardi                     | Ivo Pertile                | Sandro Sambugaro         |
| 1991 | -             | Roberto Cecon                        | Ivo Pertile                | Ivan Lunardi             |
| 1992 | -             | Ivan Lunardi                         | Carlo Pinzani              | Ivo Pertile              |
| 1993 | -             | Ivan Lunardi                         | Roberto Cecon              | Ivo Pertile              |
| 1994 | -             | Roberto Cecon                        | Ivan Lunardi               | Ivo Pertile              |
| 1995 | -             | Roberto Cecon                        | Ivo Pertile                | Virginio Lunardi         |
| 1996 | -             | Roberto Cecon                        | Andrea Longo               | Ivan Lunardi             |
| 1997 | -             | Roberto Cecon                        | Ivan Lunardi               | Massimo Vellar           |
| 1998 | -             | Roberto Cecon                        | Ivan Lunardi               | Massimo Vellar           |
| 1999 | -             | Roberto Cecon                        | Ivan Lunardi               | Massimo Vellar           |
| 2000 | -             | Andrea Longo                         | Ivan Lunardi               | Massimo Vellar           |
| 2001 | -             | Roberto Cecon                        | Jochen Strobl              | Daniele Munari           |
| 2002 | -             | Stefano Chiapolino                   | Simone Lepre               | Flavio Fruch             |
| 2003 | Predazzo      | Alessio Bolognani                    | Stefano Chiapolino         | Sebastian Colloredo      |
| 2004 | Predazzo      | Stefano Chiapolino                   | Andrea Morassi             | Alessio Bolognani        |
| 2005 | -             | Sebastian Colloredo                  | Andrea Morassi             | Stefano Chiapolino       |
| 2006 | Predazzo      | Sebastian Colloredo                  | Andrea Morassi             | Alessio Bolognani        |
| 2007 | Pragelato     | Sebastian Colloredo                  | Andrea Morassi             | Alessio Bolognani        |
| 2008 | Pragelato     | Sebastian Colloredo                  | Davide Bresadola           | Alessandro Pittin        |
| 2009 | Predazzo      | Sebastian Colloredo                  | Alessandro Pittin          | Diego Dellasega          |
| 2010 | Predazzo      | Sebastian Colloredo                  | Alessio De Crignis         | Michael Lunardi          |
| 2011 | Predazzo      | Sebastian Colloredo                  | Andrea Morassi             | Samuel Costa             |
| 2012 | Val di Fiemme | Sebastian Colloredo                  | Andrea Morassi             | Davide Bresadola         |
| 2013 | Predazzo      | Sebastian Colloredo                  | Davide Bresadola           | Diego Dallasega          |
| 2014 | Predazzo      | Sebastian Colloredo                  | Davide Bresadola           | Andrea Morassi           |
| 2015 | Predazzo      | Alex Insam                           | Roberto Dellasega          | Sebastian Colloredo      |
| 2016 | Predazzo      | Davide Bresadola                     | Alex Insam                 | Sebastian Colloredo      |
| 2017 | Predazzo      | Davide Bresadola                     | Sebastian Colloredo        | Daniele Varesco          |
| 2018 | Predazzo      | Alex Insam                           | Davide Bresadola           | Federico Cecon           |

## Trampolino grande maschile
| Anno | Luogo         | Oro                 | Argento             | Bronzo              |
| ---- | ------------- | ------------------- | ------------------- | ------------------- |
| 2005 | Predazzo      | Sebastian Colloredo | Andrea Morassi      | Marco Beltrame      |
| 2006 | Pragelato     | Andrea Morassi      | Sebastian Colloredo | Alessio Bolognani   |
| 2007 | Predazzo      | Sebastian Colloredo | Andrea Morassi      | Alessio Bolognani   |
| 2008 | Predazzo      | Sebastian Colloredo | Davide Bresadola    | Andrea Morassi      |
| 2009 | Predazzo      | Sebastian Colloredo | Alessandro Pittin   | Roberto Dellasega   |
| 2010 | Predazzo      | Sebastian Colloredo | Alessandro Pittin   | Michael Lunardi     |
| 2011 | Predazzo      | Sebastian Colloredo | Andrea Morassi      | Diego Dellasega     |
| 2012 | Val di Fiemme | Sebastian Colloredo | Davide Bresadola    | Federico Cecon      |
| 2013 | Predazzo      | Sebastian Colloredo | Davide Bresadola    | Roberto Dellasega   |
| 2014 | Predazzo      | Davide Bresadola    | Sebastian Colloredo | Andrea Morassi      |
| 2016 | Predazzo      | Davide Bresadola    | Alex Insam          | Sebastian Colloredo |

## Trampolino normale femminile
| Anno | Luogo     | Oro                                  | Argento                               | Bronzo                                    |
| ---- | --------- | ------------------------------------ | ------------------------------------- | ----------------------------------------- |
| 2004 | Predazzo  | K62 Elena Runggaldier                | K62 Lisa Demetz                       | K62 Valentine Prucker                     |
| 2005 | Predazzo  | Lisa Demetz K60 Lisa Demetz          | Elena Runggaldier K60 Barbara Stuffer | Roberta D'Agostina K60 Roberta D'Agostina |
| 2006 | Predazzo  | Elena Runggaldier Roberta D'Agostina | -                                     | Valentine Prucker                         |
| 2007 | Pragelato | Lisa Demetz                          | Elena Runggaldier                     | Barbara Stuffer                           |
| 2008 | Predazzo  | Elena Runggaldier                    | Lisa Demetz                           | Evelyn Insam                              |
| 2009 | Predazzo  | Lisa Demetz                          | Evelyn Insam                          | Elena Runggaldier                         |
| 2010 | Predazzo  | Lisa Demetz                          | Roberta D'Agostina Elena Runggaldier  | -                                         |
| 2011 | Predazzo  | Lisa Demetz                          | Elena Runggaldier                     | Roberta D'Agostina                        |
| 2012 | Predazzo  | Evelyn Insam                         | Elena Runggaldier                     | Roberta D'Agostina                        |
| 2013 | Predazzo  | Elena Runggaldier                    | Manuela Malsiner                      | Roberta D'Agostina                        |
| 2014 | Predazzo  | Evelyn Insam                         | Elena Runggaldier                     | Manuela Malsiner                          |
| 2015 | Predazzo  | Elena Runggaldier                    | Evelyn Insam                          | Lara Malsiner                             |
| 2016 | Predazzo  | Manuela Malsiner                     | Elena Runggaldier                     | Lara Malsiner                             |
| 2017 | Predazzo  | Manuela Malsiner                     | Elena Runggaldier                     | Lara Malsiner                             |
| 2018 | Predazzo  | Lara Malsiner                        | Veronica Gianmoena                    | Annika Sieff                              |

## Atleti più premiati e vincenti

### Maschile NH
- Atleta più vincente: Roberto Cecon
- Atleta più premiato: Lido Tomasi

### Maschile LH
- Atleta più premiato e vincente: Sebastian Colloredo

### Maschile assoluto
- Atleta più premiato e vincente: Sebastian Colloredo

### Femminile
- Atleta più vincente: Lisa Demetz
- Atleta più premiata: Elena Runggaldier

## Fonti
- Statistiche FISI
- Albo d'oro del salto con gli sci ai Campionati italiani su Losportitaliano.it (1909-2006), su losportitaliano.it. URL consultato il 25 dicembre 2011 (archiviato dall'url originale il 27 novembre 2018).
- Campionati italiani 2008 su usdolomitica.it (PDF), su usdolomitica.it. URL consultato il 25 dicembre 2011.
- Campionati italiani 2009 su usdolomitica.it (PDF), su usdolomitica.it. URL consultato il 25 dicembre 2011.
- Campionati italiani 2009 su usdolomitica.it (PDF), su usdolomitica.it. URL consultato il 25 dicembre 2011.
- Campionati italiani 2010 su sciclubgardena.info (PDF), su sciclubgardena.info. URL consultato il 25 dicembre 2011 (archiviato dall'url originale il 28 luglio 2019).
- Campionati italiani 2010 su usdolomitica.it (PDF), su usdolomitica.it. URL consultato il 25 dicembre 2011.
- Campionati italiani 2011 su berkutschi.com, su berkutschi.com. URL consultato il 25 dicembre 2011 (archiviato dall'url originale l'11 dicembre 2010).
- Campionati italiani 2011 su berkutschi.com [collegamento interrotto], su berkutschi.com. URL consultato il 25 dicembre 2011.
- Campionati italiani maschili 2013 sul sito FISI (PDF) [collegamento interrotto], su fisi.org. URL consultato l'8 ottobre 2014.
- Campionati italiani femminili 2013 sul sito FISI (PDF) [collegamento interrotto], su fisi.org. URL consultato l'8 ottobre 2014.